# Jurkiwci (obwód chmielnicki)
Jurkiwci (ukr. Юрківці, pol. Jurkowce) – wieś na Ukrainie w rejonie czemerowieckim obwodu chmielnickiego.